# El Pedregoso (Los Santos)
El Pedregoso es un corregimiento ubicado en el distrito de Las Tablas en la provincia panameña de Los Santos. En el año 2010 tenía una población de 279 habitantes y una densidad poblacional de 39,6 personas por km².

## Geografía física
De acuerdo con los datos del INEC el corregimiento posee un área de 7 km².

## Demografía
De acuerdo con el censo del año 2010, el corregimiento tenía una población de unos 279 habitantes. La densidad poblacional era de 39,6 habitantes por km². 